# 舒皮基
49°35′34″N 30°54′32″E / 49.59278°N 30.90889°E
舒皮基（烏克蘭語：Шупики）是位於烏克蘭北部的村莊，由基辅州奧布希夫區的博胡斯拉夫市鎮負責管轄。該村面積1.6平方公里，海拔高度171米，2001年人口580，人口密度每平方公里362.5人。